# Horní Zástava
Horní Zástava, podle Pilského mlýna ležícího při jeho hrázi také nazývaný Pila, je rybník na Brložském potoce, ležící asi 2 km jihozápadně od Sedlice v okrese Strakonice. Má rozlohu 7,3 ha, délku asi 840 m a šířku až 150 m. Jeho dno je písečné a je vhodný ke koupání. V roce 1686 a znovu roku 1827 byl zničen povodní.

## Galerie

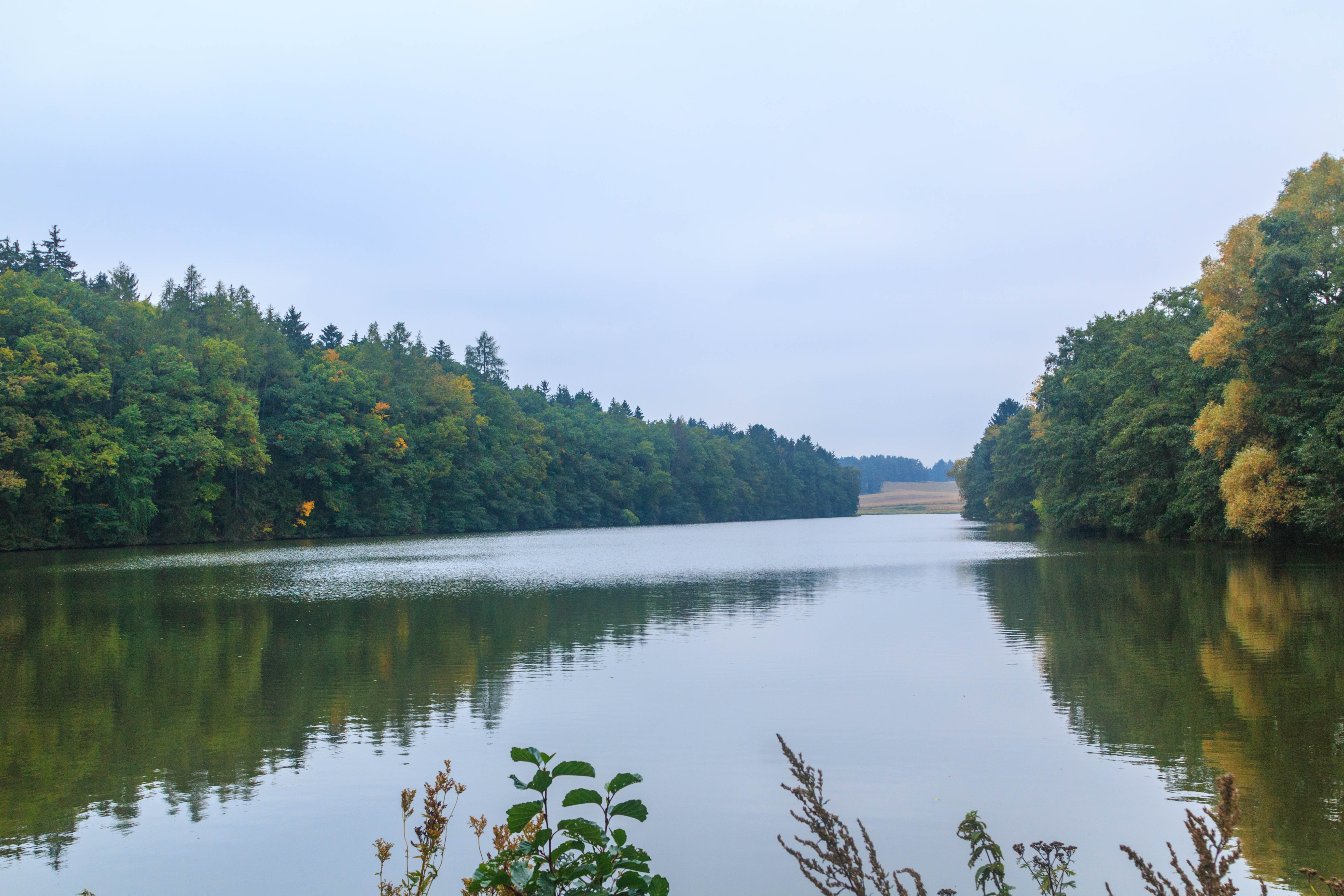
Rybník Horní Zástava u Pilského mlýna
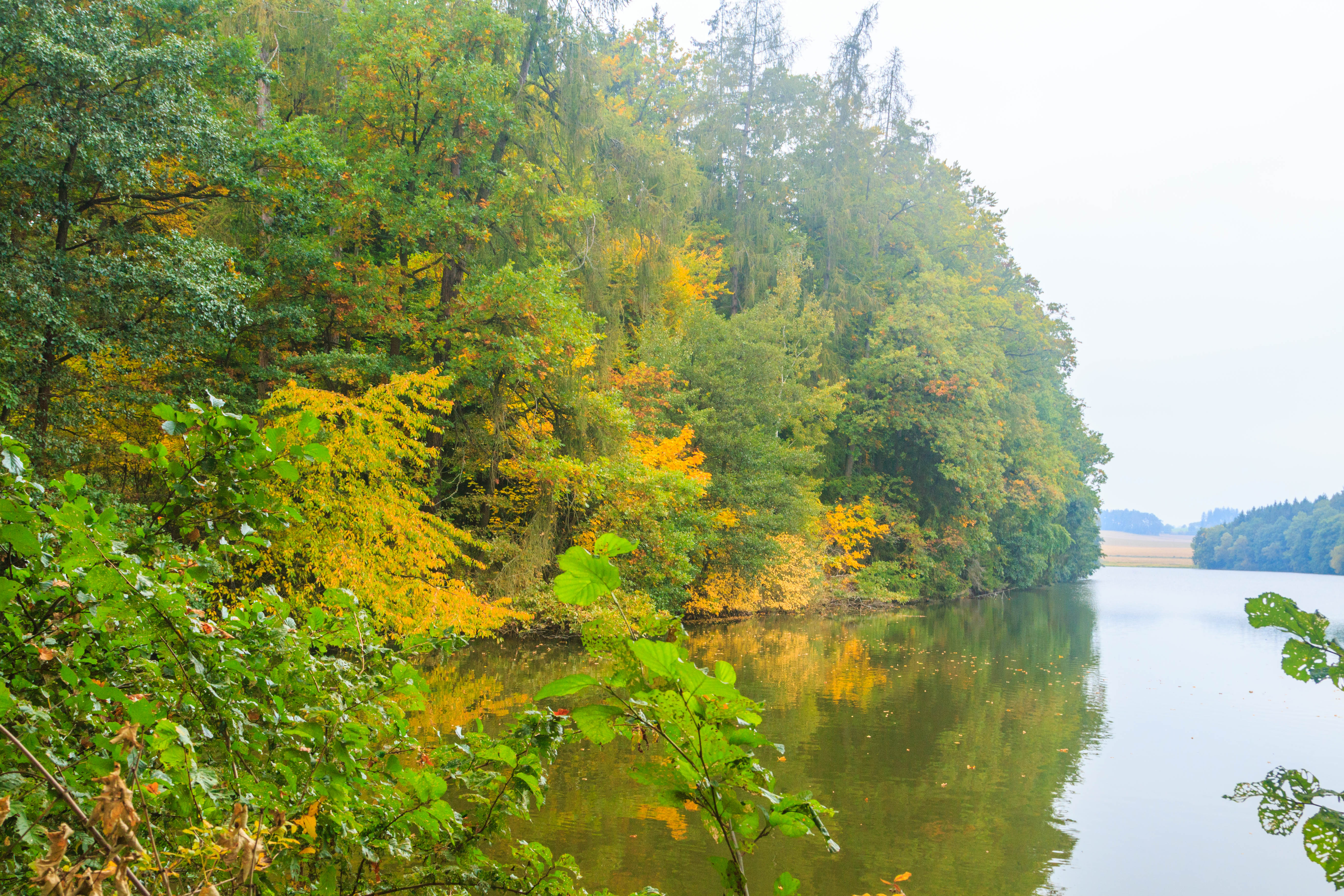
Rybník Horní Zástava u Pilského mlýna